# Ahmet Doğu
Ahmet Doğu (ur. 26 listopada 1973) – turecki zapaśnik w stylu wolnym. Olimpijczyk z Sydney 2000, gdzie zajął 16. miejsce w kategorii 97 kg.
Srebrny medal w mistrzostwach świata w 1997; szósty w 1994. Piąty w mistrzostwach Europy w 1997 i 1999. Czwarty w Pucharze Świata w 1992 i 1994 roku.